# Terje Sørgjerd

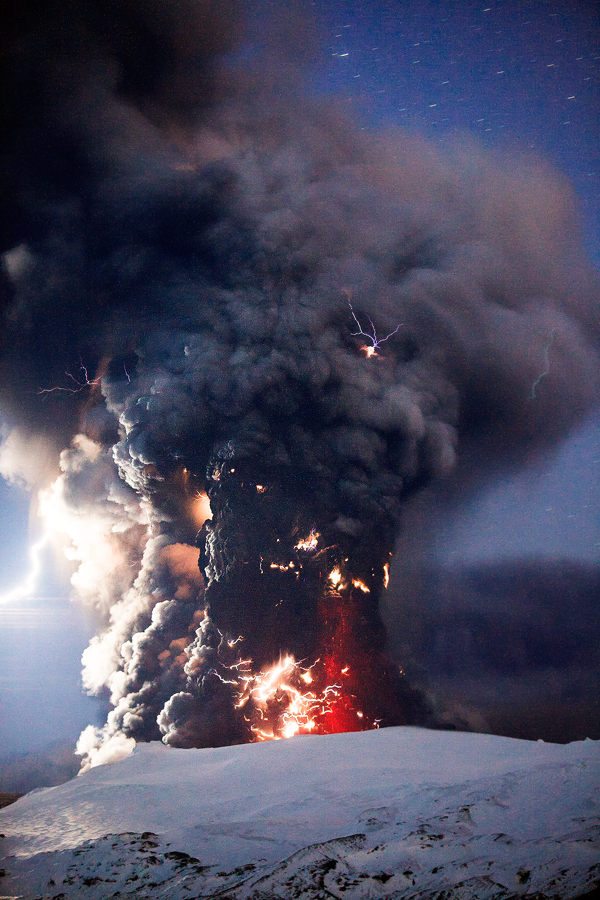
Terje Sørgjerd: Erupce Eyjafjallajökull

Terje Sørgjerd (* 8. března 1979) je norský fotograf přírody a filmař.

## Život a dílo
Fotografoval například sopku Eyjafjallajökull při její aktivitě na Islandu v dubnu 2010.
V srpnu 2011 se soustředil na zachycení některých z nejkrásnějších světových míst. Tento projekt bude ukončen v jeho debutovém filmu, který by měl vyjít v roce 2013.
Je velmi oblíben na sociálních médiích. Například na jeho stránku na Facebooku sleduje více než 400 000 lidí., na Google+ má více než 483 000 sledujících, jeho krátký film pořízený na Tenerife byl od ledna 2012 zobrazen 18 milionkrát.